# Abigail II: The Revenge
Abigail II: The Revenge – dziesiąty album studyjny duńskiego muzyka Kinga Diamonda. Jest to koncept album, którego fabuła jest kontynuacją wydanej w 1987 roku płyty Abigail.
Według danych z kwietnia 2002 album sprzedał się w nakładzie 13,466 egzemplarzy na terenie Stanów Zjednoczonych.

## Lista utworów
1. Spare this Life (1:44)
2. The Storm (4:22)
3. Mansion in Sorrow (3:36)
4. Miriam (5:10)
5. Little One (4:31)
6. Slippery Stairs (5:10)
7. The Crypt (4:11)
8. Broken Glass (4:13)
9. More than Pain (2:31)
10. The Wheelchair (5:19)
11. Spirits (4:57)
12. Mommy (6:26)
13. Sorry Dear (0:53)

## Twórcy
- King Diamond – śpiew, instrumenty klawiszowe
- Andy LaRocque – gitara, instrumenty klawiszowe
- Mike Wead – gitara
- Hal Patino – gitara basowa
- Matt Thompson – perkusja

## Pozycje na listach
| Lista                            | Kraj              | Pozycja |
| -------------------------------- | ----------------- | ------- |
| Billboard Top Independent Albums | Stany Zjednoczone | 11      |